# Kaprosuchus
A Kaprosuchus (nevének jelentése: 'vadkan krokodil') a Mahajangasuchidae családba tartozó kihalt hüllőnem, amely a késő kréta kor cenomani időszakában, 95 millió évvel ezelőtt élt. Maradványait a nigeri Echkar-formációban találták meg. Neve vaddisznóéra emlékeztető agyaraira és fejformájára utal. A nemet először Paul Sereno és Hans Larsson írta le 2009-ben.

## Anatómia, osztályozás
A Kaprosuchus eddig egyetlen, csaknem teljesen ép, 507 mm hosszú koponyáról ismeretes. Legfeltűnőbb bélyegei a hosszú, agyarszerűen kiálló fogai, valamint a fejtetőről hátrafelé kiinduló szarvszerű nyúlványok. A Kaprosuchus fogai a modern krokodilokéval ellentétben oldalról lapítottak és határozott éllel rendelkeznek, a szemgödrök pedig oldalra és előre nyílnak, nem pedig felfelé.
A Kaprosuchus a Mahajangasuchus mellett a Mahajangasuchidae családba tartozik. Mindkét nem Afrikában élt (a Mahajangasuchus leleteit Madagaszkáron találták meg).

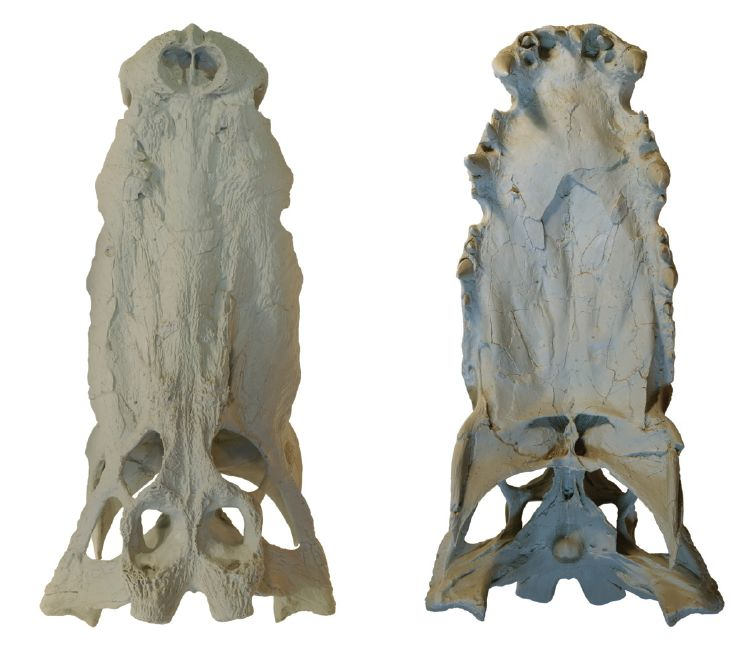
A koponya háti (bal) és hasi (jobb) oldala. Hossza: 507 mm

## Táplálkozás
A Kaprosuchus, mint a legtöbb rokona, ragadozó életmódot folytatott. Az állat koponyájának egyes bélyegei alapján korábban úgy gondolták, hogy a Kaprosuchus elsősorban a szárazföldön való vadászathoz alkalmazkodott, ennek megfelelően a faj számos illusztráción látható hosszú, futásra alkalmas végtagokkal ábrázolva. Az újabb keletű kutatások azonban mégis inkább a mai krokodilokéhoz hasonló, vízhez kötött életmódot látszanak igazolni.